# Ebbw Vale RFC
L'Ebbw Vale Rugby Football Club è un club di rugby a 15 gallese con base a Ebbw Vale, nel sud del Galles.

## Storia
Ci sono prove che il rugby veniva praticato a Ebbw Vale già attorno al 1879. L'Ebbw Vale RFC si unì alla WRU tra il 1893 e il 1894.
Nel 1927, per via di una grave diminuzione del pubblico, dovuta alla crescente attrazione di altri sport, come il calcio, l'Ebbw Vale organizzò una partita di rugby a 13 sul proprio campo, il Welfare Ground. La WRU reagì fortemente e arrivò addirittura a minacciare l'Ebbw Vale RFC con l'esclusione dalla lega. Questo fu visto da molti come un comportamento troppo duro, soprattutto nei confronti di un club disperato. Nel 1932 l'incasso per il pubblico dell'Ebbw Vale raggiungeva raramente i venti scellini, malgrado un bacino di utenza di 40,000 persone. La squadra fu costretta a ricorrere a sottoscrizioni pubbliche.
Come in molte altre parti del Galles, il rugby fu un lusso dimenticato durante la seconda guerra mondiale; ma, a partire da metà degli anni cinquanta, l'Ebbw Vale RFC diventò ancora un club prosperoso. Malgrado lungo tutti gli anni '50 l'Ebbw Vale sia stato una della squadre più forti, è sempre rimasto sotto-rappresentato nella nazionale gallese.
In anni recenti l'Ebbw Vale RFC ha partecipato a due stagioni della Celtic League (2001-02 e 2002-03). In seguito all'introduzione delle squadre regionali (avvenuta nel 2003-04), il team ha continuato a partecipare alla Welsh Premier Division e alla Welsh Cup ad un livello semi-professionistico. Nel 2007 l'Ebbw Vale è arrivato secondo in campionato, conquistando uno dei suoi migliori piazzamenti di sempre.

## Giocatori noti
- Arthur Lewis (11 caps, 1970-73)
- Clive Burgess
- Denzil Williams (36 caps, 1963-71)
- Eric Finney
- Graham Jones (3 caps, 1963)
- Paul Thorburn
- Graham Powell
- Kingsley Jones
- Mark Jones
- Byron Hayward